# 魔界転生
『魔界転生』（まかいてんしょう）は、日本の小説家山田風太郎による長編伝奇小説。忍法帖シリーズの一作。元は新聞小説として大阪新聞にて『おぼろ忍法帖』（おぼろにんぽうちょう）の題で1964年12月から1965年2月まで連載された後、1967年に講談社より出版される。1978年に角川書店から再刊されるにあたって『忍法魔界転生』（にんぽうまかいてんしょう）に改められ、さらに1981年に現在の題に再改題される。数多くの翻案作品が制作されており、特に1981年の深作欣二監督、千葉真一主演による同名映画がよく知られる。江戸時代初期を舞台とし、柳生十兵衛こと柳生三厳が、森宗意軒の妖術によって蘇った宮本武蔵ら剣豪らと戦い、幕府転覆計画を阻止するという物語である。
改題したことについて山田は、元々「連載時にどんな内容を執筆しても大丈夫だろう」と横着して付けた題名であったが、完成した作品はまったく題名と程遠かったために1978年の角川からの再刊時に自ら改題したと説明している。山田自身が一番好きな作品と評し、その雄大な構想と奇抜な展開で、数多い忍法帖シリーズの中でも最高傑作と云われている。

## あらすじ

### 地獄篇
寛永15年（1638年）3月1日、鎮圧された島原天草一揆の地で、由比正雪と新免武蔵は面妖な老人・森宗意軒によって天草四郎と荒木又右衛門が女人を割って蘇るという摩訶不思議な光景を目の当たりにする。正雪はその場で宗意軒に弟子入りを志願する。関ヶ原の戦いで破れた小西行長の遺臣であった宗意軒は、女人の身体を使って強力な肉体と精神を持つ者を転生させるという技「忍法魔界転生」を開発し、江戸幕府を倒す野心を抱いていた。この技は、宗意軒の手の指を媒体として女人を「忍体」と呼ばれる体質に変え、死の間際にその忍体と交合(性交)すると、一月あまり後にその女人の身体の中から、皮を脱ぐように健康な身体で再誕するというもの。
以降、正保3年（1646年）3月まで、この世に強い未練を残す、死に際の剣豪や傑物たちの前に、宗意軒や正雪、あるいは転生者らが現れ、魔界へと誘っていく。生前は清廉高潔であった者であっても、この強い誘惑に勝てず、田宮坊太郎、武蔵、柳生但馬守、宝蔵院胤舜、柳生如雲斎が転生者と相成る。
準備を整えた宗意軒は幕府御三家の1つ紀州大納言・徳川頼宣の前に現れ、天下取りを唆す。そのために魔界転生によってこれまでに誕生した名だたる剣客たち（転生衆）を紹介し、野心を焚き付けられた頼宣は幕府への謀反を決意する。また、今一つ宗意軒は8人目の転生者として但馬守の嫡男で当世に名高い剣客・柳生十兵衛に目を付けていた。宗意軒は彼を魔界転生で服属させた後、占星術によって把握する数年後の将軍家光の死亡に合わせて事を起こすことを計画する。

### 故山の剣侠
大和「柳生の庄」にいた十兵衛は怪しい女の訪問を受ける。その正体は宗意軒が派遣した忍体候補のくノ一・お蝶であったが、偶然に忍びの者とばれ、彼女は自害する。同じ頃、頼宣は自身の忍体用の女人を見つけ出すため、紀州藩士達に年頃の若い娘たちを和歌山へ召し出すよう命令していた。柳生の庄では紀州藩三達人と呼ばれる剣客の娘らであるお縫・おひろ・お雛を預かっており、彼女たちも和歌山へ召し出されることになる。彼女らと目通りした頼宣はこれを気に入り、忍体候補とする。一方、三達人は頼宣の目に適わなかった女達が転生者たちに無惨に殺されていることを知り、娘たちを柳生へ逃がそうとする。彼女たちは柳生に辿り着くも、三達人は追手の転生者たちに殺される。十兵衛は半信半疑ながら追手が蘇った剣客たちだと知らされる。一方、娘たちを追って柳生まで来た転生衆も十兵衛を仲間に引き入れるという宗意軒の命令があるため、現時点では彼と戦うことは諦め引き返す。
事情を聞いた十兵衛は和歌山の様子を探らせ、一計を案じて転生衆の拠点がある、頼宣の側用人・牧野兵庫頭の屋敷を単身で訪れる。そして、自分が幕府重鎮・松平伊豆守の隠密として動いていると偽った上で紀州藩の動きを牽制し、これから自分と柳生十人衆と名乗る部下たちが西国巡礼に見せかけて紀州藩領内を巡り、転生衆らと戦うことを告げる。江戸にいる宗意軒の名代としてその場にいた四郎はこの十兵衛の挑戦を引き受ける。
転生者たちは十兵衛を仲間に引き入れる好機と捉え、また剣客としての矜持から個別に挑むことを決める。また、牧野が密かに呼び寄せた30名の精鋭忍者である根来衆を配下とする。そして四郎は新たな忍体候補としてくノ一のお品を十兵衛の下に派遣する。

### 西国巡礼
西国第一番礼所青岸渡寺で田宮坊太郎、第二礼所紀三井寺に向かう途中の三段壁で宝蔵院胤舜と十兵衛は戦い、仲間の犠牲を出しながらも勝利する。また、正体を隠したお品は十兵衛一行に加わることに成功するも、その女体での籠絡は上手く行かない。やがてお品の正体が判明するも、十兵衛は彼女の中にある優しさを察して、これを見逃す。一方、いきなり2人も討たれ、またお品の籠絡の進展もないことに憤った頼宣は、江戸より将軍家光が危篤との報が寄せられたこともあり、宗意軒の計画を無視して独断行動を取ろうと考え始める。
十兵衛一行は道成寺にて3人目の刺客・如雲斎の襲撃を受ける。決着は着かず、如雲斎はお雛を人質にとって再戦を要求する。その後、十兵衛と転生衆は互いに策を練る。そして罠と知りつつもお品に案内された十兵衛は無人の和歌山城天守閣で、待ち構えていた如雲斎と決闘する。お品の密かな手助けで十兵衛は強敵・如雲斎を倒すことに成功するも、お雛は救えず撤退する。
十兵衛の頼みを受けたお品は第三礼所粉河寺に待機する十兵衛の仲間たちに柳生に向かうよう伝え、自身は十兵衛の到着を待つ。しかし、先に来たのはお品の裏切りを察知した四郎であり、忍術のために手籠めにされる。そこに十兵衛が到着し、四郎と戦うことになるが、お品の妨害で四郎は忍術を封じられ、十兵衛に斬られる。今際の際に四郎は、転生衆の最後の謎の一人が十兵衛の実父・但馬守であることを明かし、息絶える。一方、お品は根来衆の攻撃から十兵衛を庇い致命傷を負う。彼女は四郎が持っていた宗意軒の指を食べることでこれを消失せしめ、十兵衛に感謝して息を引き取る。
如雲斎の敗北をきっかけに頼宣は転生衆の意向を無視することを決め、槍鉄砲を整え、1000人ほどの行列で江戸に向かって出発する。しかし、宗意軒の指が失われたことでお雛を忍体に変えることができなくなり、ひとまず彼女の身体は無事が保証された形となる。

### 奉書試合・伊賀越え
十兵衛のせいで何事も上手く行かないと憤る頼宣は意趣返しとして柳生を通過する道を選ぶ（奈良に出て伊賀街道経由で伊勢・津に出る経路）。その道中、但馬守は奈良本陣にて人質を使って息子・十兵衛を誘い出そうとする。これに対して十兵衛は太祖・石舟斎（柳生宗厳）の相伝書を発見したと嘘をつき、果し状で柳生の庄にある柳生家菩提寺・法徳寺へと誘い出す。十兵衛は敬愛する実父の変貌を嘆くが、懊悩の末、最期は斬り倒す。
頼宣は十兵衛の策で無人となっている柳生城に入り、そこで江戸からやってきた宗意軒と合流する。宗意軒は、実際には家光の病気は大したことはなく、これはこうした機に乗じて謀反を起こす可能性がある頼宣を誘い出すための幕府の策だと諭す。さらに、この計画を立てた幕府重鎮は既に柳生と目と鼻の先である伊賀上野・藤堂藩にいると見られた。ひとまず、頼宣と宗意軒は、上野に詳しい又右衛門を偵察に送り、さらに牧野に頼宣の振りをして上野に向かわせる策を立てる。もし、懸念通り上野で頼宣の行列が差し止められる場合、乱心した牧野の独断行動として終わらせるというものであった。
敵の動きを把握していた十兵衛は、又右衛門一行に扮して伊賀上野・鍵屋の辻にやってきた牧野の一行を騙し、逆に本物の又右衛門一行を銃撃させる。牧野を殺し、残る根来組も殲滅し、部隊を引き帰らせることに成功するものの、又右衛門は無傷であり、十兵衛はそのまま鍵屋の辻にて決闘することになる。十兵衛は死を覚悟するも、又右衛門の刃が折れたこと、また実は左脇腹に銃弾を受けていたことから、辛勝する。
上野にいる幕府重鎮の正体は松平伊豆守であり、彼は事を穏便に収めるため、単身で柳生城に乗り込み、頼宣を説得する。伊豆守が去った後、宗意軒は憤怒を抑えきれない頼宣に今この場でお縫もしくはお雛を忍体として魔界転生するように唆す。

### 魚歌水心
最後の転生衆となった武蔵は、この現状なら頼宣と宗意軒を手土産に伊豆守を通して生前の大望であった幕府への仕官が叶うと考える。そして説得に来た宗意軒を斬り捨てると、武蔵は伊豆守の行方を追って出奔する。一方、十兵衛は頼宣の交合の準備を行っていた宗意軒のくノ一・お銭を倒し、お縫らを救出する。そして頼宣に野望を諦めないならこの場で斬り捨てると脅す。ここに至って頼宣はすべてを諦め、和歌山へと帰ることを決める。
十兵衛は武蔵の行方を追い、伊豆守が滞在している桑名に到着する。そして一計を案じて、桑名沖合にある小島・船島へと武蔵を誘い出す。名前も規模も、かつての巌流島を思い出させるような小島を選んだのは十兵衛の策であり、もし武蔵が二刀流であれば勝ち目はないが、巌流島を思い出して木剣で戦えば勝機はある、というものであった。先に島に着いた武蔵は十兵衛の読み通り、刀身の長い木剣にて待ち構えていた。十兵衛は武蔵と対峙し、その雰囲気と圧に押されるものの、武蔵が踏み込んだ一撃に対し、その木剣を縦に斬り、これを討つ。
勝負を決した十兵衛は武蔵を乗せてきた船に乗ると船頭に東へ向かうように指示し、物語は終わる。

## 登場人物

### 柳生衆
- 柳生十兵衛（やぎゅう じゅうべえ みつよし） - 将軍家剣術指南役・柳生家の嫡男。当世に名の知られた剣客。機智にも富む。
- お縫（おぬい） - 紀州藩三達人・木村助九郎の孫娘。
- おひろ - 紀州藩三達人・関口柔心の娘。
- お雛（おひな） - 紀州藩三達人・田宮平兵衛の孫娘。
- 関口弥太郎（せきぐち やたろう） - おひろの弟（関口の嫡男）。7つの少年。
- 磯谷千八（いそや せんぱち） - 柳生十人衆の一人。
- 逸見瀬兵衛（へんみ せへえ） - 柳生十人衆の一人。
- 伊達左十郎（だて さじゅうろう） - 柳生十人衆の一人。泣き顔。
- 北条主税（ほうじょう ちから） - 柳生十人衆の一人。激怒や感激など感情を露わにする。
- 小栗丈馬（おぐり じょうま） - 柳生十人衆の一人。精悍無比な雰囲気を持つ。
- 戸田五太夫（とだ ごだゆう） - 柳生十人衆の一人。地味な三十男。
- 三枝麻右衛門（さえぐさ あさえもん） - 柳生十人衆の一人。朴訥な性格。
- 小屋小三郎（こや こさぶろう） - 柳生十人衆の一人。最年少の17歳。
- 金丸内匠（かなまる たくみ） - 柳生十人衆の一人。最年長で40代前半。
- 平岡慶之助（ひらおか けいのすけ） - 柳生十人衆の一人。のんき者。

### 魔界衆
- 森宗意軒（もり そういけん） - 小西行長の遺臣。天草の乱の軍師。「忍法魔界転生」を開発。
- 天草四郎（あまくさ しろう） - 魔界衆の一人。天草の乱の指導者。
- 宮本武蔵（みやもと むさし） - 魔界衆の一人。当代随一の剣豪。
- 荒木又右衛門（あらき またえもん） - 魔界衆の一人。但馬守の弟子。鍵屋の辻での仇討ちで知られる。
- 柳生如雲斎（やぎゅうにょうんさい） - 魔界衆の一人。尾張柳生の開祖。
- 田宮坊太郎（たみや ぼうたろう） - 魔界衆の一人。但馬守の弟子。仇討ちで知られる少壮の剣客。
- 柳生但馬守（やぎゅう たじまのかみ） - 魔界衆の一人。徳川家の剣術師範。十兵衛の実父。
- 宝蔵院胤舜（ほうぞういん いんしゅん） - 魔界衆の一人。槍術の達人。宝蔵院流の2代目。
- 由比正雪（ゆい しょうせつ） -  宗意軒に弟子入りした軍学者。
- クララお品（くらら おしな） - 宗意軒に仕える切支丹くノ一。
- ベアトリスお銭（べあとりす おせん） - 同じく切支丹くノ一。
- フランチェスカお蝶（ふらんちぇすか おちょう） - 同じく切支丹くノ一。

### 紀州藩
- 徳川頼宣（とくがわ よりのぶ） - 徳川御三家紀州藩藩主。家康の十男。
- 牧野兵庫頭（まきの ひょうごのかみ） - 頼宣の懐刀と評される才覚者。

## オマージュ・パロディ小説として
小説には、吉川英治『宮本武蔵』、五味康祐『柳生武芸帳』などの先行する有名な剣豪小説、『寛永御前試合』、ほか立川文庫の講談などのオマージュ、パロディ要素がふんだんに盛り込まれていることが、数多くの文芸評論家、文学研究者によって解説されている。
特に本作の宮本武蔵に纏わる描写には、“吉川武蔵”のパロディ、オマージュとされる要素が多分に含まれている。小説は主人公・柳生十兵衛と最強にして最後の転生衆・宮本武蔵の舟島の決闘とその決着を描く最終章「魚歌水心」でフィナーレを迎えるが、この「魚歌水心」という章第は“吉川武蔵”最終巻、武蔵と佐々木小次郎の舟島の決闘とその決着を描く最終章「魚歌水心」と、章第や舞台の地名が同一、かつ勝者と敗者が“吉川武蔵”と完全に裏返しの構図になっている。細谷正充は「吉川英治の代表作への最高に皮肉で、最高に素晴らしいオマージュ」と評価している。牧野悠は「柳生十兵衛が頭上から振り落とされる木剣ごと宮本武蔵を両断する趣向は、章題「魚歌水心」とともに、パロディの意図が明瞭である」と言及している。
また武蔵が連れている弟子の少年「伊太郎」の名と立場が、“吉川武蔵”で武蔵が連れ歩いた2人の少年「伊織」と「城太郎」の名前を合体させパロディ化したものと指摘し、「“吉川武蔵”で描かなかった巌流島後の武蔵を語るところから始めた吉川版武蔵のパロディ」と指摘する論もあり、”吉川武蔵”が確立した正統派ヒーロー然とした宮本武蔵像に対するアンチテーゼとして、「巌流島での佐々木小次郎との死闘を人生の頂点」とし、悪鬼外道の類に堕してでも強敵との戦いを渇望するダークヒーロー、ヴィランとしての「それから」の宮本武蔵像を世に提示する側面があった。
宅和宏は登場人物のうち、荒木又右衛門と田宮坊太郎を立川文庫、宮本武蔵と宝蔵院胤舜を“吉川武蔵”、柳生但馬守宗矩と柳生兵庫介利厳を『柳生武芸帳』からの登場人物と紹介し、パロディの中でもいわゆるドリームマッチ物、当世風に言えばクロスオーバー、二次創作の分類で解説している。宅は「そう、これは剣豪小説のパロディなのです。それもかなり上質のもので、柳生の高弟の木村助九郎や田宮平兵衛が七人と対決するくだりは『柳生武芸帳』の五味康祐の文体にそっくり、ラストの船島での十兵衛と武蔵の決闘は吉川『武蔵』の有名なクライマックスに瓜二つでしかも完全な裏がえし、とくるのだからケタケタ笑ってしまう」と、既存作品の展開の踏襲・キャラクターや章題のネーミング被せなどのわかかりやすいオマージュのみならず、文体模写などの高度なテクニックが含まれることを指摘し、そのパロディ要素を大いに賞賛している。
先行する著名剣豪集合作品に1895年（明治28年）の講談『寛永御前試合』（求光閣）を土台にした柴田錬三郎の『赤い影法師』では、同作に見られる由比正雪と柳生十兵衛の対決というモチーフは、本作でも取り入れられている。

## 後世への影響
剣豪小説パロディの側面を持って誕生したが、高木彬光が「およそ時代小説を書こうとした作家が一度は夢に見て、しかもどのような鬼才怪筆の持ち主でもとうてい実現不可能とあきらめていたはずの見果てぬ夢 」と評した、没した時代や全盛期が異なる名だたる剣豪たちを心身ともに全盛期の状態で蘇らせ、夢の対決を行う本作の革新的な発想は、多彩な媒体でフォロワー作品を生み出し続けている。
荒山徹は山田一風斎の秘術「擬界転送（まがいてんそう）」によって蘇った12人の幕末志士が明治政府を狙う筋書きの小説とクトゥルフ神話をミックスしたパロディ伝奇小説『大東亜忍法帖』、森宗意軒率いる「神聖ハポン騎士団」の七剣士に柳生十兵衛が挑む『柳生黙示録』、動物に生まれ変わった人間を前世の姿に戻す「前世逆生」という朝鮮妖術が登場し、『魔界転生』や『柳生忍法帖』などと世界観を一にし、またも荒木又右衛門が復活する『竹島御免状』などのオマージュ作品を上梓している。
柳生宗矩を主人公とした近衛龍春の時代伝奇小説『柳生魔斬刀』は、「平成の魔界転生」というキャッチコピーで出版されている。魔界から蘇った天草四郎が徳川幕府への怨恨と魔王サタンならぬ「邪神アンブロジァ」の導きによって世界を破滅に導こうと暗躍する、島原の乱から150年後の島原の地を舞台に12人の剣士が戦いを繰り広げる『サムライスピリッツシリーズ』、歴史や伝説に名を残す英雄の写し身を召喚して戦う『Fateシリーズ』などのサブカルチャーにも影響を与えている。七月鏡一は黄泉還った由比正雪を黒幕にした『サムライスピリッツ』本編の前日譚『サムライスピリッツ 魔界武芸帖』はオマージュ作品であると公表している。奈須きのこは「『Fate』シリーズはもともと、『魔界転生』のオマージュです」と言及しており、シリーズの原点『Fate/stay night』の製作動機は学生時代に読んで衝撃を受けた原作、石川賢の漫画版、両方を挙げている。『Fate』派生作である『Fate/Apocrypha』の黒幕として『Fate』シリーズに天草四郎が初登場するのも「Fateの更なる源流に本作があるのなら、天草四郎を登場させるのはどうか」という着想に由来している。

## 書誌情報
| 出版年        | タイトル                           | 出版社     | 文庫名                                 | ISBNコード                          | 備考                                   |
| ------------- | ---------------------------------- | ---------- | -------------------------------------- | ----------------------------------- | -------------------------------------- |
| 1967年        | おぼろ忍法帖（上中下）             | 講談社     | 風太郎忍法帖                           |                                     |                                        |
| 1969年        | おぼろ忍法帖                       | 講談社     | ロマン・ブックス                       |                                     |                                        |
| 1971年        | おぼろ忍法帖                       | 講談社     | 山田風太郎全集                         |                                     |                                        |
| 1978年        | 忍法魔界転生（上下）               | 角川書店   | 角川文庫                               |                                     | 1981年の再版時に『魔界転生』に再改題。 |
| 1991年 1992年 | 魔界転生 （熊野山岳篇/伊勢波濤篇） | 富士見書房 | 時代小説文庫                           | 4-8291-1233-6 4-8291-1234-4         |                                        |
| 1992年        | 魔界転生（上下）                   | 毎日新聞社 |                                        | 4-620-10466-3 4-620-10467-1         |                                        |
| 1994年        | 魔界転生（上下）                   | 講談社     | 山田風太郎傑作忍法帖                   | 4-06-181740-X 4-06-181741-8         |                                        |
| 1999年        | 魔界転生（上下）                   | 講談社     | 講談社文庫・山田風太郎忍法帖           | 4-06-264542-4 4-06-264543-2         |                                        |
| 2002年        | 魔界転生（上下）                   | 角川書店   | 角川文庫                               | 4-04-135648-2 4-04-135649-0         |                                        |
| 2011年        | 魔界転生（上下）                   | 角川書店   | 角川文庫・山田風太郎ベストコレクション | 978-4-04-135671-5 978-4-04-135670-8 |                                        |

## 映画

### 1981年の映画
1981年に深作欣二監督、千葉真一と沢田研二主演で映画化された。当時大ヒットし、深作と千葉の代表作の1つにも挙げられる。

### 2003年の映画
2003年に、上記の1981年の映画版のリメイク作品として、平山秀幸監督、窪塚洋介と佐藤浩市主演で再映画化された。

## 演劇

### 1981年の演劇
『柳生十兵衛 魔界転生』（やぎゅうじゅうべえ まかいてんしょう）の題で、新宿コマ劇場で1981年7月3日から7月28日まで上演された。企画:角川春樹、脚本：土橋成男、演出：深作欣二。千葉が十兵衛を演じるが、四郎は「女であった」と新たな設定が加わり、志穂美悦子が演じている。

### 2006年の演劇
新橋演舞場で2006年9月2日から9月26日まで上演された。製作：松竹、作・演出：G2。十兵衛を中村橋之助が演じている。原作寄りの内容だが、魔界衆の総大将は天草四郎としている。
キャスト
- 柳生十兵衛 - 中村橋之助
- 天草四郎時貞 - 成宮寛貴
- 宮本武蔵 - 西岡徳馬
- 宝蔵院胤瞬 - 田尻茂一
- 荒木又右衛門 - 山本亨
- 柳生但馬守 - 六平直政
- 徳川頼宣 - 升毅
- 由比正雪 - 笠原浩夫
- 牧野兵庫頭 - 千葉哲也
- 松平伊豆守 - 螢雪次朗
- お縫 - 藤谷美紀
- お品 - 馬渕英俚可
- お銭 - 遠藤久美子

### 2009年の演劇
劇団キリン食堂第6回公演として、俳優座劇場で2009年12月2日から12月6日まで上演された。脚本・演出：久保田誠二。ゲストとして、中村誠治郎（天草四郎）、遠藤舞（クララ）、川隅美慎（伊達佐十郎）が出演。

### 2010年の演劇
俳優集団・志道塾第8回プロデュース公演として、座・高円寺2で2010年4月24日から4月25日まで上演された。製作：SHIDOエンタープライズ、脚本・演出：大田行雄。
キャスト
- 柳生十兵衛 – 南保大樹
- 柳生但馬 – 大田行雄
- 天草四郎 – 池谷将之
- 宮本武蔵 – 高橋聡
- 宝蔵院胤舜 – 山田顕一
- 荒木又右衛門 – 井上彰宏
- お品 – 松本佐知子
- お篠 – 岡田亜紀子
- お比呂 – 田村友紀
- お縫い – 竹澤希里
- 徳川頼宣 – 水野駿太朗
- 牧野兵庫頭 – 坂根直樹
- 松平伊豆守 – 長友倫夫

### 2011年の演劇
劇団ヘロヘロQカムパニー第25回公演として、吉祥寺前進座劇場で2011年6月14日から6月19日まで上演された。脚本・演出：関智一、演出協力：中博史。敵方の総大将を天草四郎にする流れを踏襲しつつ、オリジナルの解釈が加えられている。
キャスト
- 柳生十兵衛 – 関智一
- 天草四郎 – 浪川大輔
- 柳生但馬守 – 楠見尚己
- 宮本武蔵 – 中博史
- 宝蔵院胤舜 – 中川歩
- 荒木又右衛門 – 小西克幸
- 田宮坊太郎 – 置鮎龍太郎
- クララお品 – 長沢美樹
- ベアトリスお銭 – 林智子
- フランチェスカお蝶 – 安藤彩絵
- おひろ – 那珂村タカコ
- お雛 – 松本和子
- お縫 – 杉崎聡美
- 戸田五太夫 – 魚建
- 逸見瀬兵衛 – 松浦俊秀
- 北条主税 – おぐらとしひろ
- 小栗丈馬 – 下川真矢
- 伊達左十郎 – 上田伸哉
- 三枝麻右衛門 – 近藤浩徳
- 平岡慶之助 – 宇藤秀和
- 木村助九郎 – 藤田けん
- 関口柔心 – 志賀克也
- 牧野兵庫頭 – 永松寛隆
- 柳生主膳 – 高橋佑一郎
- 陣野助左衛門 – 岩上弘数
- マルコス – 大谷秀一郎
- 十兵衛幼少期 – 山口和也
- 紀州大納言 徳川頼宣 – 中嶋宏幸
- 伊豆守 松平信綱 – 益城宏
- ナレーション – 永井一郎

### 2018年の演劇
日本テレビの開局65周年記念公演として、福岡・東京・大阪にて2018年10月6日から12月14日まで上演された。2014年の『真田十勇士』の続編的要素もあり、引き続き、脚本をマキノノゾミ、演出を堤幸彦が担当する。2021年に再演される（後述）。
キャスト
- 柳生十兵衛 – 上川隆也
- 天草四郎 – 溝端淳平
- 柳生但馬守宗矩 – 松平健
- お品 – 高岡早紀
- 根津甚八 – 村井良大
- 北条主税 – 松田凌
- 田宮坊太郎 – 玉城裕規
- 柳生又十郎 – 木村達成
- 荒木又右衛門 – 猪塚健太
- 小栗丈馬 – 栗山航
- 戸田五太夫 – 丸山敦史
- 由比正雪 – 山口馬木也
- 宮本武蔵 – 藤本隆宏
- 淀殿 – 浅野ゆう子
- 宝蔵院胤舜 – 野添義弘

- 上演日程
  - 福岡公演：博多座、10月6日 - 10月28日
  - 東京公演：明治座、11月3日 - 11月27日
  - 大阪公演：梅田芸術劇場メインホール、12月9日 - 12月14日

### 2021年の演劇
2018年版の再演として、上川隆也主演で全国4ヶ所にて2021年4月7日から6月10日まで上演された。メインスタッフはそのまま、キャストは変更もあるが続投もいる。上演期間中は新型コロナウイルスの感染拡大に伴う緊急事態宣言を受け、一部休演などが行われた。
キャスト
- 柳生十兵衛 – 上川隆也
- 天草四郎 – 小池徹平
- お品 – 藤原紀香
- 根津甚八 – 村井良大
- 柳生又十郎 – 木村達成
- 田宮坊太郎 – 田村心
- 小栗丈馬 – 岐洲匠
- 戸田五太夫 – 宇野結也
- 荒木又右衛門 – 財木琢磨
- 由比正雪・叢雲常陸 – 山口馬木也
- 宮本武蔵 – 渡辺大
- 淀殿 – 浅野ゆう子
- 柳生宗矩 – 松平健
- 宝蔵院胤舜 - 野添義弘

- 上演日程
  - 愛知公演：刈谷市総合文化センター、4月7日 - 4月11日
  - 福岡公演：博多座、4月16日 - 4月28日
  - 東京公演：明治座、5月18日 - 5月28日[注釈 2]
  - 大阪公演：新歌舞伎座、6月2日 - 6月10日（5、6日は休演[22]）

## 漫画

### 石川賢『魔界転生』
『魔界転生』（まかいてんせい）の題で石川賢により執筆。1987年、石川自ら山田風太郎原作で描きたいと角川に打診し、『甲賀忍法帖』を希望したところ、過去に角川で映画化された本作を指定されたという。山田からの要望による縛りが一切無かったことから、石川賢の個性的なアレンジで全くの別物に仕上がっている。主な相違点として、魔界衆は幕府転覆も目論むが、真の目的は魔界と魔王サタンの現世への召喚である。そのため、天草四郎がサタンの一部分という設定で魔界衆の首魁になっている他、原作では転生しない徳川頼宣が転生し、柳生如雲斎の登場が無い。
魔界転生の忍体となる女たちも、クララお品とベアトリスお銭は登場せず、ベアトリスお品とクララお清となり、役回りにも違いが見られる。
しかも、他の作品では決して転生しない柳生十兵衛が転生する。ベアトリスお品は、十兵衛に対し好意を抱いた結果、自ら覚悟の上で、進んで十兵衛のための忍体となり、身体と命を十兵衛に捧げる。
魔界転生に関するメカニズムも独自解釈で説明されており、忍体を通じて魔界に至った魂に魔物が寄り憑いて身体を作り上げるというもの、戦いで身体を破壊されたとしても、異形化するのと引き換えに構成する魔物が欠損を補うといった演出がされた。また、魔界を監視する存在「ルシュ・ファル」が設定され、十兵衛がルシュ・ファルの化身として転生した（十兵衛以前にルシュ・ファルに至った存在として「イエス・キリスト」がいたという）。

### とみ新蔵『魔界転生』
『魔界転生』（まかいてんせい）の題でとみ新蔵により、2003年に刊行。全2巻（リイド社・リイド文庫）。前半は原作を踏襲し、後半よりオリジナル展開。

### 鳥羽笙子『魔界転生 夢の跡』
『魔界転生 夢の跡』（まかいてんせい ゆめのあと）の題で鳥羽笙子により、1997年に刊行。全2巻（角川書店・あすかコミックス）。導入と終盤こそ1981年版映画をベースにして天草四郎を首魁にする流れを踏襲しているが、森宗意軒と由比正雪が天草四郎に随伴しているなど原作要素も取り入れられている。魔界衆の中で一人だけ人の心を残したまま魔界衆になったというオリジナル設定のもと田宮坊太郎を主人公に据え、江戸城本丸の決戦まで坊太郎を生き残らせるアレンジが加わっている。
天草四郎側に付く小西行長の血筋の子供「お類」（名は『魔界転生』原作版田宮坊太郎の想い人と同一だが、名前以外は完全に『夢の跡』オリジナルキャラクター）が天草四郎・田宮坊太郎とおひろ・十兵衛それぞれに関わる。坊太郎とお類の交流は1981年版映画における伊賀の霧丸とお光のそれを彷彿させる描写になっている。お雛とおひろの役割も原作と大きく異なり、おひろは生前の坊太郎の想い人(本編では既に故人)・お雛はおひろに生き写しの実妹という役回りになっている。

### 九後奈緒子『魔界転生 聖者の行進』
『魔界転生 聖者の行進』（まかいてんしょう ベアトのこうしん）の題で九後奈緒子により、2003年に刊行。全3話（全1巻、角川書店・あすかコミックス）。2003年版の映画に合わせて角川系列の少女漫画誌『月刊ASUKA』で連載された。登場する魔界衆は天草四郎、宮本武蔵、柳生宗矩のみの超ダイジェスト版。掲載誌のカラー故か森宗意軒と天草四郎、天草四郎と柳生十兵衛の間にボーイズラブ調の脚色が加わり、男性キャラクター同士の執着と愛憎劇が主体になっている。

### せがわまさき『十 〜忍法魔界転生〜』
『十 〜忍法魔界転生〜』（ジュウ にんぽうまかいてんしょう）の題でせがわまさきにより連載（2012年-2018年）。全13巻（講談社・ヤンマガKCスペシャル）。ほぼ原作を踏襲している。

## Vシネマ
『魔界転生 THE ARMAGEDDON』の題で1996年にリリースされた。監督は白井政一、主演は渡辺裕之。2部構成であり、第1部は1996年4月26日、第2部は「魔道変」の副題がついて同年10月4日に発売された。森宗意軒は登場せず、由比正雪が首領で、天草四郎は原作通り配下の一人となる。撮影は長谷川清が1981年の映画に引き続き、参加している。

### ストーリー（Vシネマ）
魔界からの使者、由比正雪は覇権を狙う徳川頼宣のもと、天草四郎、宝蔵院胤舜、荒木又右衛門、柳生宗矩、宮本武蔵などの7人を魔界衆として復活させる。柳生十兵衛がその陰謀に挑む。

### キャスト（Vシネマ）
- 渡辺裕之 - 柳生十兵衛
- 森山裕子 - おひろ
- 清水ひとみ - 春日局
- 石田信之 - 松平伊豆守
- 杜澤泰文 - 徳川頼宣
- 吉田晃太郎 - 天草四郎
- 山本昌平 - 宝蔵院胤舜
- 脇坂奎平 - 荒木又右衛門
- 和崎俊哉 - 柳生宗矩
- 宮内洋 - 宮本武蔵
- 田口トモロヲ - 由比正雪
- 新井つねひろ - 田宮坊太郎

### スタッフ（Vシネマ）
- 製作 - ギャガ・コミュニケーションズ、ジャングル
- 監督 - 白井政一
- 脚本 - 菊地昭典
- 製作者 - 山地浩
- 企画 - 内藤三郎
- プロデューサー - 千葉善紀・角田昇・小野正
- 音楽 - 中川孝・坂元幸
- 撮影 - 長谷川清
- 特殊メイク - 江川悦子（メイクアップディメンションズ）
- 殺陣 - 高倉英二
- VTR編集 - パークタワーウエスト
- MA - 映広
- 現像・テレシネ - 東映化学
- 協力 - 日光江戸村、会津若松市観光課、会津若松市観光公社
- ビデオ販売 - 徳間ジャパンコミュニケーションズ

## アニメ
1998年、アミューズビデオによりOVAとしてアニメ化。「地獄篇 第一歌」「地獄篇 第二歌」の2作が発売されている。当初は全4巻の予定だったが、製作取り止めとなったため、未完となっている。
十兵衛が公儀隠密として島原の乱に参加しており、城に乗り込んできた彼に対して、四郎は自らの首級と引き換えに城の女子供たちの助命を依頼。
快諾する十兵衛だったが、宗意軒の策略により決裂、壮絶な死闘の末に十兵衛に敗れた四郎は怨嗟の言葉を遺して死亡するという、四郎と十兵衛との間に個人的因縁を生じさせる独自の展開になっている。

### キャスト（アニメ）
- 柳生十兵衛 - 玄田哲章
- 天草四郎 - 置鮎龍太郎
- 森宗意軒 - 納谷悟朗
- 田宮坊太郎 - 塩沢兼人
- 宮本武蔵 - 阪脩
- 荒木又右衛門 - 若本規夫
- 柳生但馬守 - 山野史人
- 沢庵和尚 - 大木民夫
- 関口柔心 - 青野武
- 宝蔵院胤瞬 - 天田益男
- 由井正雪 - 安井邦彦
- 伊達左十四 - 大友龍三郎
- お蝶 - 安藤ありさ
- お蝶の子供時代 - 根谷美智子
- お京、お雛 - 岡本麻弥
- 磯千八 - 龍田直樹
- 金丸 - 中村大樹
- お縫 - 丹下桜
- 松平信綱 - 有本欽隆
- 戸田五太夫 - 筈見純
- 山中鉄斎 - 幹本雄之
- 弥太郎 - 真柴摩利
- ナレーション - 中田浩二

### スタッフ（アニメ）
- 監督 - 浦田保則
- 脚本・音響監督 - 伊達憲星
- 絵コンテ - 羽山賢二、浦田保則
- 総作画監督 - 佐藤敬一
- 作画監督 - 羽山賢二、松山光治、橋本義美
- キャラクターデザイン - 佐藤敬一、羽山賢二
- 美術監督 - 勝又激
- 美術設定 - 白山忠之
- 色彩設計 - 脇喜代子
- 撮影監督 - 安原吉晃
- 編集 - 福元伸一
- 音響協力 - 本田保則
- 録音 - 阿部幸男
- 効果 - 今野康之
- 音楽 - 天野正道
- 演奏 - ワルシャワ国立フィルハーモニー管弦楽団
- 録音・MA - アバコクリエイティブスタジオ
- 編集 - タバック
- 現像 - 東映化学
- プロデュース - 財前健一郎、大西敏樹
- 製作者 - 宮下昌幸
- 企画・総合プロデューサー - 山木泰人
- アニメーション制作 - フェニックス・エンタテインメント
- 製作 - アミューズビデオ

## ゲーム
2003年7月31日に『魔界転生』（まかいてんしょう）の題でPS2専用ソフトとして発売された。開発はタムソフト、販売はディースリー・パブリッシャー。2003年の映画版をベースとし、山田風太郎は原案としている。